# 奧斯特羅夫諾伊
68°03′N 39°30′E / 68.050°N 39.500°E
奧斯特羅夫諾伊（俄语：Островно́й）是俄羅斯摩爾曼斯克州東部的一個保密行政區，距摩爾曼斯克東南360公里、阿爾漢格爾斯克西北430公里。2002年人口5,032人。
曾經使用過摩爾曼斯克-140（Мурманск-140）的名稱。